# Otto von Camphausen

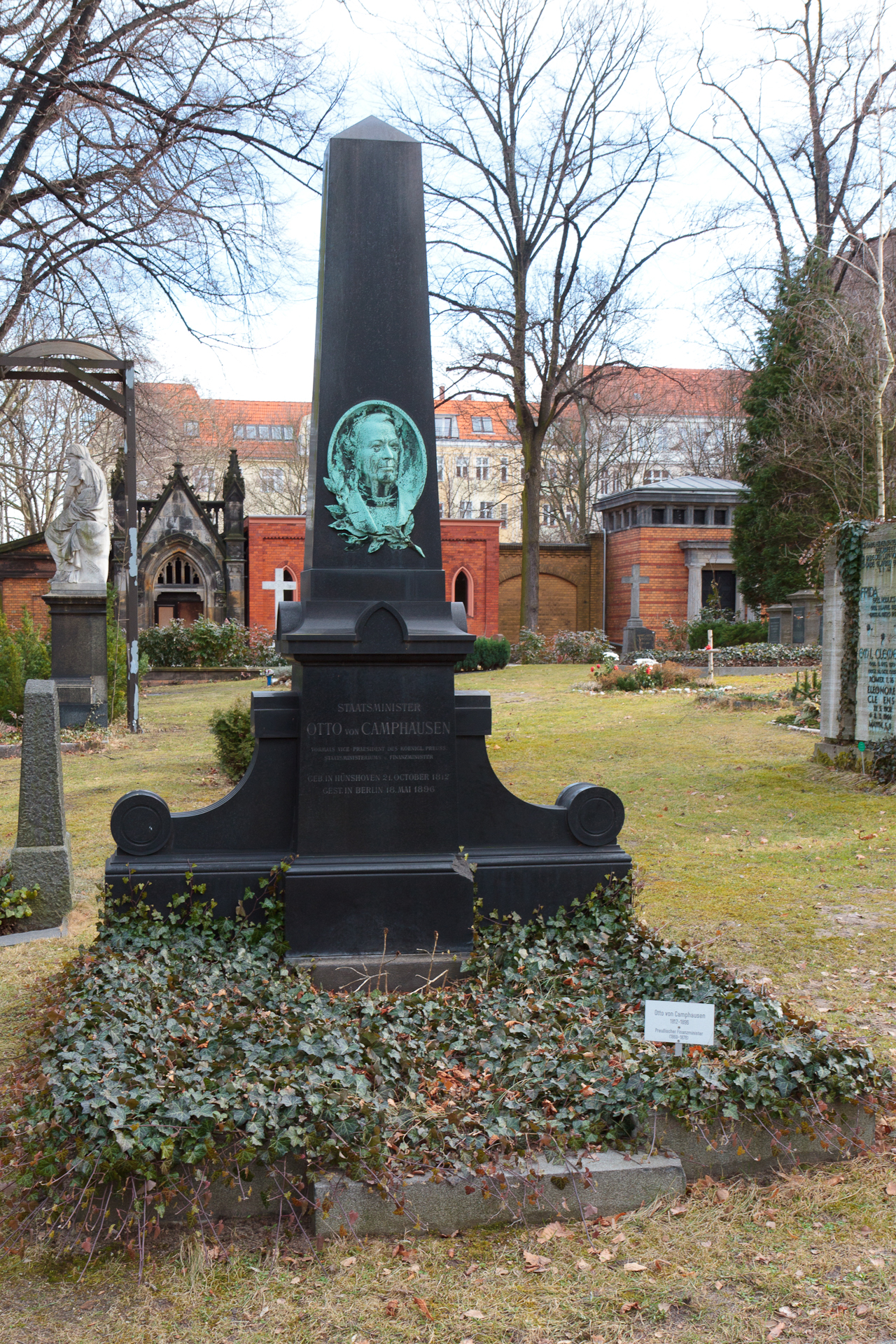
Monumento funebre

Otto von Camphausen (Geilenkirchen, 21 ottobre 1812 – Berlino, 18 maggio 1896) è stato un politico prussiano.

## Biografia
Camphausen nacque a Hünshoven, ora parte di Geilenkirchen, sulla riva destra del fiume Wurm, nella provincia del Reno. Avendo studiato giurisprudenza e l'economia politica presso le università di Bonn, Heidelberg, Monaco e Berlino, entrò nella carriera legale in Colonia dove si dedicò in particolare in questioni finanziarie e commerciali.
Nominato assessore nel 1837, a Magdeburgo (per 5 anni) e Coblenza, e invece nel 1845 divenne consulente presso il ministero della finanza e successivamente fu eletto nel 1849 membro della seconda camera della dieta prussiana, aderendo al partito Liberale.
Nel 1869 fu nominato ministro della finanza. Al suo arrivo, dovette affrontare molti problemi sul bilancio economico, o meglio crisi economica. L'indennizzo della guerra franco-prussiana gli ha permesso di risolvere il debito statale dando eventuali rimborsi prestategli. Godette della fiducia del partito agrario e del principe Otto von Bismarck.
I grandi servizi di Camphausen per la Prussia furono ricompensati dal suo sovrano con l'Ordine dell'Aquila Nera nel 1895.